# Арно Пензиас
Арно Алън Пензиас (на английски: Arno Allan Penzias) е американски физик, носител на Нобелова награда за физика за 1978 година, заедно с Робърт Удроу Уилсън и работещия в друга област Пьотър Капица.

## Биография
Роден е на 26 април 1933 г. в Мюнхен, Германия. На шест годинки, заедно с други еврейски деца, е евакуиран във Великобритания като част от спасителната операция Kindertransport. Шест месеца по-късно неговите родители, също бягайки от режима в Нацистка Германия, се преселват в САЩ. Семейството се установява в Ню Йорк през 1940 г. През 1946 г. Пензиас става натурализиран американски гражданин.
Получава магистърска (1958) и докторска степен (1962) от Колумбийския университет, след което започва работа в Лабораториите Бел в Холмдел, Ню Джърси. Там той работи с Робърт Уилсън по създаването на изключително чувствителен радиотелескоп за нуждите на астрономията. През 1964 г. при тестове на инструмента те засичат необясним шум, идващ от всички посоки на небето. След като отхвърлят началната хипотеза за интерференция със земни уреди, те публикуват своето откритие. Засеченото от тях изотропно лъчение всъщност е реликтовото излъчване, теоретично предсказано от теорията на Големия взрив и през 1978 г. получават Нобелова награда.